# Río Biobío
Río Biobío is een rivier in Chili en qua lengte de tweede van het land met een lengte van 380 kilometer. De bronnen liggen in het Icalmameer en Galletuemeer in de Andes op een hoogte van 1.160 meter. Bij Concepción mondt de rivier uit in de Grote Oceaan.
De eerste Europeaan die de rivier ontdekte was de Spanjaard Juan Bautista Pastene in 1544. Destijds werd de rivier de grens van het Spaanse Rijk en het gebied van de volkeren Pehuenche en Mapuche. De grens werd in een vredesverdrag met de Mapuche in 1647 vastgelegd, maar de Spanjaarden hielden zich hier niet aan.
In de 20e eeuw is in de rivier een grote waterkrachtcentrale gebouwd.
- Virtual International Authority File: 316747030